# Apamea cymosana
Apamea cymosana är en fjärilsart som beskrevs av Embrik Strand 1921. Apamea cymosana ingår i släktet Apamea och familjen nattflyn. Inga underarter finns listade i Catalogue of Life.